# 特朗普关联人士与俄羅斯官員之间的联系
特朗普內閣和俄羅斯官員聯繫事件，是由美國联邦调查局進行調查並作為2016年俄羅斯干預美國選舉的一部分。許多當勞·特朗普的內閣成員、商業夥伴和行政職務提名人在有關這種俄羅斯干涉的情報報導之後，受到了嚴格的調查。調查顯示，其中許多人與俄羅斯官員、商界人士、銀行和俄羅斯情報機構有著各種各樣的聯繫。目前正在進行一些相關調查，以確定特朗普或其任何一名同事在與俄羅斯官員的接觸過程中是否有不正當的交易，但尚未出現合乎邏輯的勾結證據。
調查由聯邦調查局、參議院情報委員會及眾議院情報委員會啟動。2017年5月，前聯邦調查局局長羅伯特·穆勒被任命為聯邦調查局的調查特別顧問。

## 外部連結
- "Joint Statement from the Department Of Homeland Security and Office of the Director of National Intelligence on Election Security" （页面存档备份，存于）, October 7, 2016
- Trump Assails Congressional Probes of His Campaign's Links to Russia （页面存档备份，存于）, VOA News

Template:United States presidential election, 2016